# Филип Сидни
Сър Филип Сидни (на английски: Sir Philip Sidney) е английски поет, придворен, офицер и меценат. Той е известен като автор на сонети от колекцията Astrophil and Stella с елементи от Гръцката и Класическата митология на бог Аполон посветени на Penelope Пенелопи или Пенелопа реална дама в Англия която нарича Стела и критичната творба Defense of Poesy и като един от първите проводници на идеите на Ренесанса в Англия. Още докато е жив, но особено след смъртта му, Филип Сидни е представян като идеалният рицар и благородник — образован и дипломатичен, но в същото време щедър, смел и импулсивен. Той е енергичен привърженик на протестантството и умира, след като е ранен, докато воюва срещу испанците в Осемдесетгодишната война в Холандия. Негова сестра е една от първите поетеси на Англия Мери Сидни. Опитва се да участва в околосветското пътешествие на Френсис Дрейк на Златната кошута Golden Hind но кралица Елизабет I се намесва лично и го възпира. Женен е за дъщерята на сър Франсис Уолсингам (Francis Walsingham) Франсис (Frances Walsingham).